# Yūzō Funakoshi
Yūzō Funakoshi (船越 優蔵 Funakoshi Yūzō?, nacido el 12 de junio de 1977 en Kōbe, Hyogo) es un exfutbolista japonés. Jugaba de delantero y su último club fue el SC Sagamihara de Japón.

## Trayectoria

### Clubes
| Club              | País         | Año         |
| ----------------- | ------------ | ----------- |
| Gamba Osaka       | Japón        | 1996 - 1998 |
| SC Telstar Velsen | Países Bajos | 1996 - 1997 |
| Shonan Bellmare   | Japón        | 1999 - 2000 |
| Oita Trinita      | Japón        | 2001        |
| Albirex Niigata   | Japón        | 2002 - 2006 |
| Tokyo Verdy       | Japón        | 2007 - 2009 |
| SC Sagamihara     | Japón        | 2010        |

## Palmarés

### Títulos nacionales
| Título    | Club            | País  | Año  |
| --------- | --------------- | ----- | ---- |
| J2 League | Albirex Niigata | Japón | 2003 |